# 天主教羅利教區
天主教羅利教區（拉丁語：Diocesis Raleighiensis）是美國一個羅馬天主教教區，屬亞特蘭大總教區。
範圍包括北卡羅萊納州東部，教座位於州府羅利。2006年有教友217,125人、78個堂區、162名司鐸。現任教區主教為彌額爾·伯比奇。
1868年3月3日設代牧區，屬查爾斯頓教區。1924年12月12日升為教區。